# Bahnhof Horonobe
Der Bahnhof Horonobe (jap. 幌延駅, Horonobe-eki) ist ein Bahnhof auf der japanischen Insel Hokkaidō. Er befindet sich in der Unterpräfektur Sōya auf dem Gebiet der Stadt Horonobe.

## Beschreibung

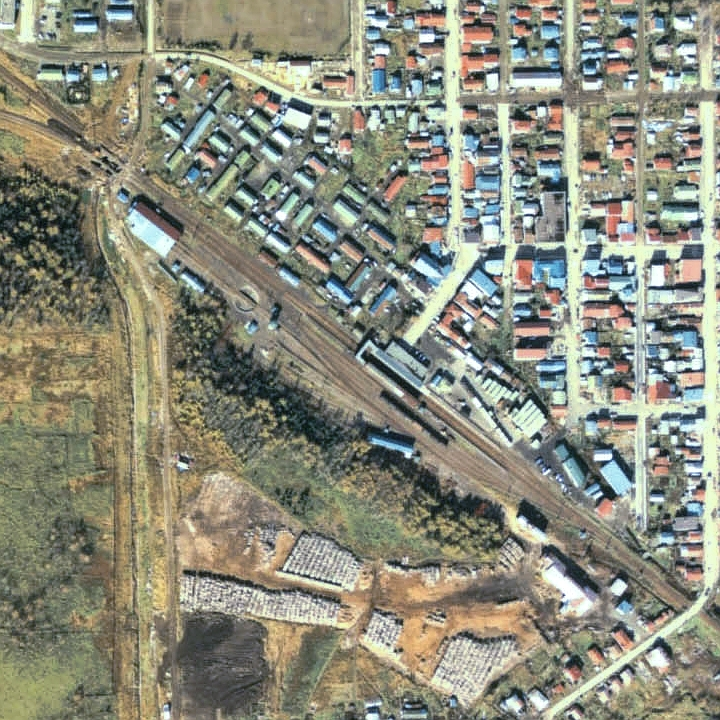
Luftansicht (1977)

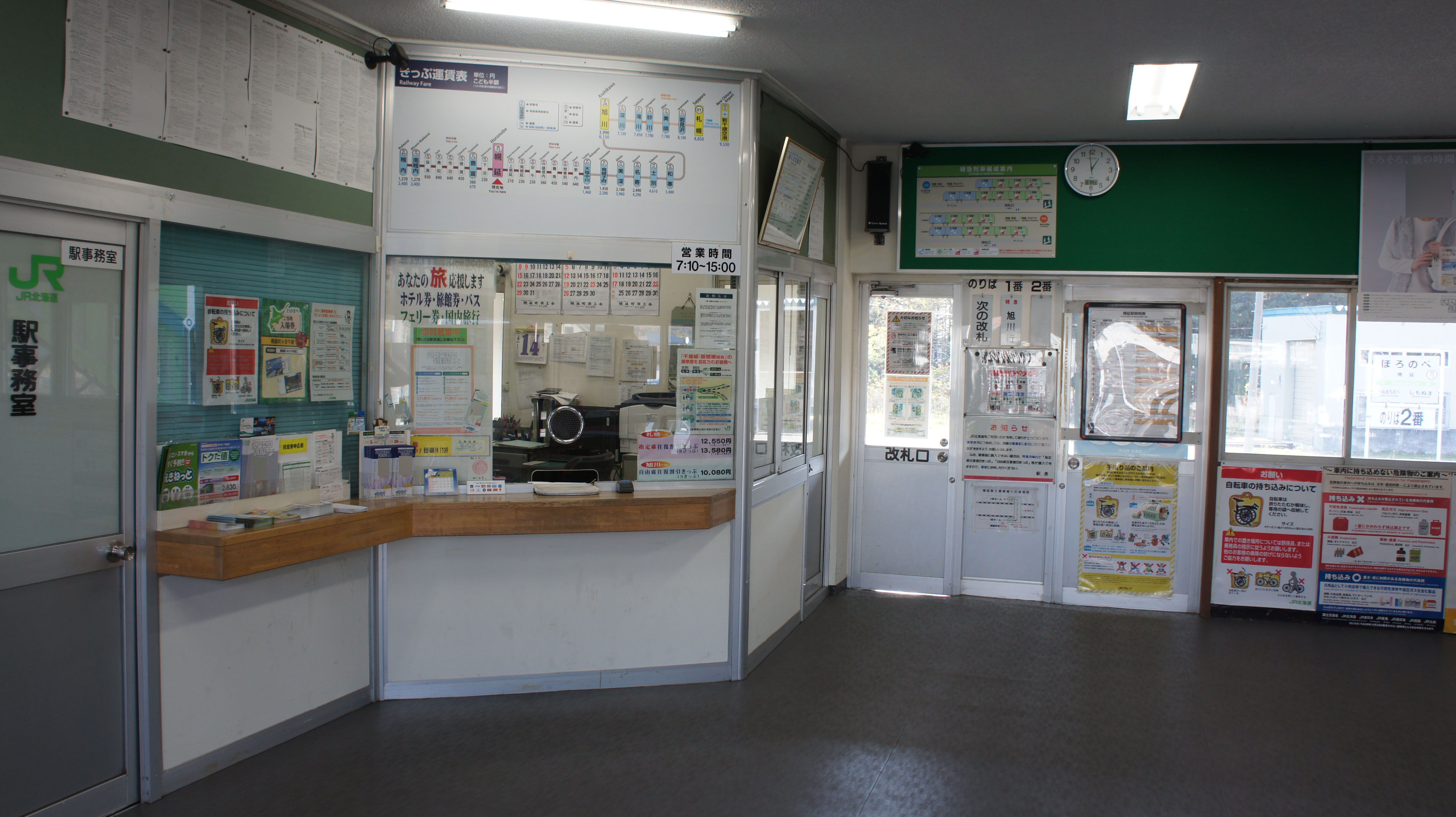
Ticketschalter (Oktober 2017)

Horonobe ist ein Zwischenbahnhof und früherer Trennungsbahnhof an der Sōya-Hauptlinie. Diese führt von Asahikawa über Nayoro nach Wakkanai und wird von der Gesellschaft JR Hokkaido betrieben. Sämtliche hier verkehrenden Züge halten an diesem Bahnhof. Täglich verbinden zwei Schnellzugpaare des Typs Super Sōya (bestehend aus Neigetriebwagen) die Präfekturhauptstadt Sapporo mit Asahikawa und Wakkanai. Hinzu kommt einmal täglich der aus konventionellem Rollmaterial zusammengesetzte Sarobetsu auf derselben Verbindung. Regionalzüge verkehren dreimal täglich nach Otoineppu und Wakkanai. Vor dem Empfangsgebäude halten Busse der Gesellschaft Engan Bus.
Der Bahnhof liegt am Ortsrand und ist von Südosten nach Nordwesten ausgerichtet. Er besitzt drei Gleise, von denen zwei dem Personenverkehr dienen. Diese liegen an einem Mittelbahnsteig, der durch eine gedeckte Überführung mit dem Empfangsgebäude an der Nordostseite der Anlage verbunden ist. Südlich des Bahnhofs steht ein kleines eingleisiges Depot zum Abstellen von Bahndienstfahrzeugen.

## Geschichte
Das Eisenbahnministerium eröffnete am 20. Juli 1925 den Streckenabschnitt zwischen Toikambetsu und Horonobe. Etwas mehr als ein Jahr später, am 25. September 1926, folgte die Eröffnung des Teilstücks nach Kabutonuma. Abgesehen von einer kurzen Verlängerung in der Stadt Wakkanai zwei Jahre später war die Sōya-Hauptlinie damit vollendet. Unter der Aufsicht des Innenministeriums entstand zur Erschließung des Hinterlandes die Horonuma-Linie, eine 34,9 km lange Kleinbahn nach Numakawa mit einer Spurweite von 762 mm. Sie verkehrte von 1929 bis 1948, wurde von Pferden gezogen und diente vor allem dem Transport von Holzkohle zum Bahnhof Horonobe.
Am 30. Juni 1935 eröffnete das Eisenbahnministerium ein Teilstück der Haboro-Linie von Horonobe nach Teshio. Erst 23 Jahre später war die Strecke bis nach Rumoi durchgehend befahrbar. 1973 ersetzte die Japanische Staatsbahn das bisherige Empfangsgebäude durch einen Neubau. Aus Kostengründen stellte sie am 1. Februar 1984 die Gepäckaufgabe und den Güterumschlag ein. Am 30. März 1987 legte sie die gesamte Haboro-Linie still. Im Rahmen der Staatsbahnprivatisierung ging der Bahnhof zwei Tage später in den Besitz der neuen Gesellschaft JR Hokkaido über.